# Yin-Yang (Victor Wooten)
Pour les articles homonymes, voir Yin yang (homonymie).
Albums de Victor Wooten
What Did He Say?
(1997) Live in America
(2001)
Yin-Yang est le 3e album solo de Victor Wooten.
La voix du titre "Pretty Little Lady" a été enregistrée à l'envers pour ensuite être inversée afin de paraitre normale.[réf. souhaitée]
Il y existe une vidéo de Zenergy et Resolution : Victor Wooten and Carter Beauford "Making Music".

## Liste des morceaux

### Disque 1 - Instrumental
1. "Imagine This" (V. Wooten) – 5:08
2. "Yinin' & Yangin'" version instrumentale (V. Wooten) – 4:36
3. "Hip Bop" (V. Wooten) – 4:03
4. "Joe's Journey" (V. Wooten) – 5:20
5. "The Urban Turban" (V. Wooten) – 2:42
6. "Tali Lama" (V. Wooten) – 5:17
7. "Zenergy" (Béla Fleck, Carter Beauford, V. Wooten) – 6:46
8. "Kalia Speaks" (Future Man, V. Wooten) – 3:00
9. "Sacred Place" (V. Wooten) – 3:46
10. "Resolution" (Carter Beauford, V. Wooten) – 4:57

### Disque 1 - Instrumental & Vocal
1. "Hormones in the Headphones" (Michael Kott) – 4:06
2. "Yinin' & Yangin'" version vocale (J.D. Blair, Dwight Farrell, Jonathan Morse, V. Wooten) – 4:12
3. "Kaila Rap" (V. Wooten) - 4:42
4. "One" (V. Wooten) – 4:54
5. "What Crime Is It?" (J.D. Blair, Bootsy Collins, William Collins II, V. Wooten) – 4:55
6. "Go Girl Go" (Michael Kott) – 3:18
7. "Pretty Little Lady" (V. Wooten) – 3:34
8. "Hero" (Future Man) – 4:42
9. "Singing My Song" (V. Wooten) – 4:43
10. "Think About That" (V. Wooten) – 4:09

## Personnel
- Victor Wooten - basse, guitare, violoncelle, programmation, chœurs, basse acoustique, basse électrique upright
- Steve Bailey - basse
- Carter Beauford - Batterie
- J.D. Blair - batterie, chant, boite-à-rythme
- David Blazer - violoncelle
- Kathy Chiavola - chant
- Jeff Coffin - saxophone ténor
- Bootsy Collins - chant
- Billy Contreras - violon
- Count Bass D - rap
- Stuart Duncan - violons
- Tabitha Fair - chant
- Béla Fleck - banjo
- Future Man - organe, piano, clavier, Thérémine, chœurs
- Aseem Hetep - chant
- Michael Kott - violoncelle, chœurs
- Park Law - chant
- Rod McGaha - trompette
- Jonathan Morse - chœurs
- Jonell Mosser - chant
- Jim Roberts - djembe, shaker
- Peter Rowan - chant
- Buddy Spicher - violon, viole
- Kurt Storey - violon
- Allyson Taylor - chant
- Kirk Whalum - saxophones soprano et ténor
- Roger "Rock" Williams - saxophone soprano
- Dorothy G. Wooten - chant
- Holly Wooten - chœurs
- Kaila Wooten - chant
- Regi Wooten - guitare acoustique, guitare, guitare wah-wah
- Rudy Wooten - saxophone